# Kondowole
El kondowole és un element bàsic de la gastronomia de Malawi que es menja principalment a la regió del nord de Malawi. Està fet amb farina de mandioca i aigua. És un menjar molt enganxós i s'assembla al de la nsima de Malawi, l'ugali tanzà o el posho anglès. Es cuina principalment a terra per la seva textura, ja que normalment és difícil passar un pal de cuina, per la qual cosa es necessita molta força.
El kondowole es menja normalment amb peix; el peix a Malawi va des de "utaka" (pronunciat "u-ta-ka") al "chambo" (un famós peix del llac Malawi ). El kondowole no és un menjar que es pugui fer a granel per la seva consistència i textura i, per tant, no es menja amb tanta freqüència com l'nsima.